# Таушка
Таушка (баш. Тыуыш) — река в России, протекает по Иглинскому и Уфимскому районам республики Башкортостан. Длина реки составляет 36 км.
Начинается из прудов у населённого пункта Калининский. Течёт сначала на северо-восток, затем — на северо-запад. Бассейн реки не имеет крупных перепадов высот, местами порос лесом. На реке — деревни Алаторка, Грибовка, Кириллово, Рождественский. Впадает в Уфу слева в 47 км от устья.
Основные притоки — Чуричеевка (лв, в 19 км от устья) и Чикин (пр).

## Данные водного реестра
По данным государственного водного реестра России относится к Камскому бассейновому округу, водохозяйственный участок реки — Уфа от Павловского гидроузла до водомерного поста посёлка городского типа Шакша, речной подбассейн реки — Белая. Речной бассейн реки — Кама.
Код объекта в государственном водном реестре — 10010201212111100024091.